# Polska Oddzielna Brygada na Kaukazie
Polska Oddzielna Brygada na Kaukazie – wielka jednostka piechoty Wojska Polskiego na Wschodzie.

## Formowanie jednostki
Powstała w listopadzie 1917 na bazie rosyjskiego 5 pogranicznego pułku piechoty i oddzielnej baterii artylerii górskiej. Miejscem formowania były koszary 275 zapasowego pułku w Baku. Ze względu na zawirowania społeczne nie dokończono formowania.
26 lipca 1918, na wniosek dowództwa wojsk niemieckich okupujących Gruzję, brygadę rozwiązano. W chwili rozwiązania liczyła ona 138 oficerów i 269 żołnierzy. Na jej czele stał płk Stanisław Rosnowski.
Powrót do kraju żołnierzy był możliwy jedynie w ubraniach cywilnych. Część żołnierzy zasiliła też szeregi 4 Dywizji Strzelców Polskich i polskich oddziałów w rejonie Murmańska.

## Żołnierze
- Ignacy Bobrowski – dowódca 1 kompanii i kursu oficerskiego
- Otton Gloeh – adiutant
- Przemysław Nakoniecznikoff-Klukowski